# Rearviewmirror: Greatest Hits 1991-2003
Rearviewmirror: Greatest Hits 1991-2003 é uma coletânea do Pearl Jam lançada pela gravadora Epic Records contendo músicas que alcançaram o topo das paradas de sucessos desde o início de sua carreira. O álbum duplo contém os maiores sucessos da banda até 2003. Lançado originalmente em 16 de Novembro de 2004, foi relançado em 2013 como The Essential Pearl Jam.
| Críticas profissionais                                                      | Críticas profissionais |
| Avaliações da crítica                                                       | Avaliações da crítica  |
| Fonte                                                                       | Avaliação              |
| --------------------------------------------------------------------------- | ---------------------- |
| Allmusic                                                                    | [ 2 ]                  |
| Blender                                                                     | [ 3 ]                  |
| The Guardian                                                                | [ 4 ]                  |
| Pitchfork                                                                   | (5.9/10)               |
| Rolling Stone                                                               | [ 6 ]                  |
| Stylus Magazine                                                             | (A-)                   |
| Uncut magazine                                                              | [ 8 ]                  |
| Esta tabela precisa de ser acompanhada por texto em prosa. Consulte o guia. |                        |

## Visão geral
A compilação estreou no número 16 da Billboard 200, vendendo 96,000 cópias na primeira semana do lançamento. rearviewmirror (Greatest Hits 1991–2003) foi certificado como disco de platina pela RIAA.
As faixas "Once", "Alive," e "Black" foram remixadas por Brendan O'Brien. A versão do Pearl Jam para a música "Crazy Mary" de Victoria Williams deveria aparecer no disco 2, mas foi substituída por "Man of the Hour" antes do lançamento.
Esse disco marcou o fim do acordo contratual com a gravadora Epic Records.
O crítico do Allmusic Stephen Thomas Erlewine deu ao disco quatro estrelas de cinco. Ele afirmou que o álbum "faz um trabalho de especialista não apenas ao capturar o momento quando Pearl Jam foi monstruosamente popular, mas ao provar que ele ainda se fizeram boa música mesmo quando estavam se distanciando dos holofotes. Diferente da maioria das retrospectivas que abrangem muitos discos da carreira, Rearviewmirror não enfatiza os álbuns mais recentes para alcançar um senso de equilíbrio que é inerentemente falso." O crítico da Rolling Stone Christian Hoard deu ao disco quatro de cinco estrelas, dizendo que "Pearl Jam passou muito dessa década cortejando devotos com uma série de bootlegs ao vivo, então Rearviewmirror é uma concessão bem vinda para fãs ocasionais, reunindo os sucessos com excertos de shows e pedaços não lançados em álbuns. Os rocks do "Lado A" resumem a relação continuamente evolutiva da banda com efeitos de pedal e catarse emocional; o "Lado B" mais devagar oferecer sons de ouro que são longos com grandes refrões e sinceridade bem gasta."

## Faixas

### Disco 1
1. "Once" (2004 remix) (Eddie Vedder, Stone Gossard) – 3:16
  - Do álbum Ten.
2. "Alive" (2004 remix) (Vedder, Gossard) – 5:42
  - Do álbum Ten.
3. "Even Flow" (Vedder, Gossard) – 5:03
  - Do álbum Ten.
4. "Jeremy" (Vedder, Jeff Ament) – 5:20
  - Do álbum Ten.
5. "State of Love and Trust" (Vedder, Mike McCready, Ament) – 3:43
6. "Animal" (Dave Abbruzzese, Ament, Gossard, McCready, Vedder) – 2:47
  - Do álbum Vs.
7. "Go" (Abbruzzese, Ament, Gossard, McCready, Vedder) – 3:12
  - Do álbum Vs.
8. "Dissident" (Abbruzzese, Ament, Gossard, McCready, Vedder) – 3:34
  - Do álbum Vs.
9. "Rearviewmirror" (Abbruzzese, Ament, Gossard, McCready, Vedder) – 4:44
  - Do álbum Vs.
10. "Spin the Black Circle" (Abbruzzese, Ament, Gossard, McCready, Vedder) – 2:49
  - Do álbum Vitalogy.
11. "Corduroy" (Abbruzzese, Ament, Gossard, McCready, Vedder) – 4:39
  - Do álbum Vitalogy.
12. "Not for You" (Abbruzzese, Ament, Gossard, McCready, Vedder) – 5:53
  - Do álbum Vitalogy.
13. "I Got Id" (Vedder) – 4:51
14. "Hail, Hail" (Gossard, Vedder, Ament, McCready) – 3:44
  - Do álbum No Code.
15. "Do the Evolution" (Gossard, Vedder) – 3:52
  - Do álbum Yield.
16. "Save You" (Ament, Matt Cameron, Gossard, McCready, Vedder) – 3:55
  - Do álbum Riot Act.

### Disco 2
1. "Black" (2004 remix) (Vedder, Gossard) – 5:39
  - Do álbum Ten.
2. "Breath" (Vedder, Gossard) – 5:24
3. "Daughter" (Abbruzzese, Ament, Gossard, McCready, Vedder) – 3:56
  - Do álbum Vs.
4. "Elderly Woman Behind the Counter in a Small Town" (Abbruzzese, Ament, Gossard, McCready, Vedder) – 3:15
  - Do álbum Vs.
5. "Immortality" (Abbruzzese, Ament, Gossard, McCready, Vedder) – 5:12
  - Do álbum Vitalogy.
6. "Better Man" (Vedder) – 4:28
  - Do álbum Vitalogy.
7. "Nothingman" (Vedder, Ament) – 4:34
  - Do álbum Vitalogy.
8. "Who You Are" (Gossard, Jack Irons, Vedder) – 3:53
  - Do álbum No Code.
9. "Off He Goes" (Vedder) – 6:00
  - Do álbum No Code.
10. "Given to Fly" (McCready, Vedder) – 4:00
  - Do álbum Yield.
11. "Wishlist" (Vedder) – 3:26
  - Do álbum Yield.
12. "Last Kiss" (Wayne Cochran) – 3:17
13. "Nothing as It Seems" (Ament) – 5:21
  - Do álbum Binaural.
14. "Light Years" (Gossard, McCready, Vedder) – 5:10
  - Do álbum Binaural.
15. "I Am Mine" (Vedder) – 3:36
  - Do álbum Riot Act.
16. "Man of the Hour" (Vedder) – 3:45
17. "Yellow Ledbetter" (Ament, McCready, Vedder) – 5:03

## Músicos
- Eddie Vedder - Vocal
- Matt Cameron - Bateria
- Jeff Ament - Baixo
- Mike McCready - Guitarra
- Stone Gossard - Guitarra

### Colaboradores e produção
- Matt Bayles, John Burton, Carem Costanzo, Don Gilmore, Dave Hillis, Sam Hofstedt, Adrian Moore, Adam Samuels, Kevin Scott, Trina Shoemaker, Ashley Stubbert – engenharia de som
- Tchad Blake – produção, mixagem
- Nick DiDia – mixagem, engenharia de som
- Brett Eliason – produção, mixagem, engenharia de som
- Boom Gaspar – Hammond B3, Fender Rhodes
- Adam Kasper – produção, mixagem, engenharia de som
- Brad Klausen – design e layout
- Bob Ludwig at Gateway Mastering – masterização
- Lance Mercer – fotografia
- Brendan O'Brien – produção, mixagem, engenharia de som, baixo em "I Got Id", pipe organ, órgão Hammond, piano, remixagem em "Once", "Alive" e "Black"
- Tim Palmer – mixagem
- Rick Parashar – produção, engenharia de som
- Pearl Jam – produção
- George Webb – gerente de equipamento
- Neil Young – guitarra em "I Got Id"

## Posições
Informações de várias fontes.
| Ano  | Parada musical           | Posição |
| ---- | ------------------------ | ------- |
| 2004 | Australian Albums Chart  | 2       |
| 2004 | New Zealand Albums Chart | 3       |
| 2004 | Top Canadian Albums      | 10      |
| 2004 | US Billboard 200         | 16      |
| 2004 | Top Internet Albums      | 16      |
| 2004 | Irish Albums Chart       | 22      |
| 2004 | Belgian Albums Chart     | 23      |
| 2004 | Norwegian Albums Chart   | 25      |
| 2004 | Dutch Albums Chart       | 32      |
| 2004 | Italian Albums Chart     | 57      |
| 2004 | UK Albums Chart          | 58      |
| 2004 | Austrian Albums Chart    | 66      |
| 2004 | German Albums Chart      | 75      |
| 2004 | Swiss Albums Chart       | 75      |
| 2005 | Swedish Albums Chart     | 15      |